# 建元 (西汉)
建元（前140年—前135年）是汉武帝刘彻即位时所使用的年号，也是中国历史上的第一个年号，共6年。

## 改元
《史記·封禪書》、《漢書·郊祀志》：「有司言元宜以天瑞命，不宜以一二數。一元曰『建』……」

## 年號爭議
建元年號問題，學界目前有兩種看法：
其一認為年號為漢武帝後來追命，此派依據《史記·封禪書》、《漢書·郊祀志》的記載「有司言元宜以天瑞命，不宜以一二數。一元曰『建』，二元以長星曰『光』，三元〔以日月復始曰『朔』，四元〕以郊得一角獸曰『狩』云」，認為在武帝元鼎三年時新作出來，再往前追加所定的。宋代的司馬光，清代的錢大昕、趙翼、王先謙、周壽昌，近代的王樹民、辛德勇均支持此論。辛德勇認為當時以一、二、三、四數紀元，太初元年以前，現實生活中一直沒有正式採用以年號紀元的方式，並舉例漢代銅器銘文有「四元七年正月甲寅造」一文以証明此論。
其二認為年號為漢武帝登基時創制使用，多數认为它是中国历史上第一个年号，並舉出《筠清馆金石记》、《小校經閣金文》、《藤花亭鏡譜》收錄的金文中有銘刻「建元」、「元朔」、「元光」、「元狩」等年號，認為這些文物上的款识都应该是当时所记，从而判断出元鼎之前年号并非追加的。李崇智即謂「以上諸器年款足以証明漢武帝建元、元光等並非後來追命」。但辛德勇從銘文形式、器制、管理制度，認為這些漢代器物多數皆出自後人所偽造的贗品，不能証明當時已使用年號紀元。

## 大事紀
- 建元元年，漢武帝命各郡舉賢良方正，董仲舒獻策，漢朝開始獨尊儒術。
- 建元三年，東甌國內附。

## 逝世
- 建元六年，竇太皇太后。

## 紀年農曆對照表
表格中各月的干支即為各月的第1日，「大」表示該月有30日，「小」表示該月有29日，「後九月」表格中有干支者表示該年年末有閏月，各月初一底下的數字表示對應的西曆日期。
| 西元    | 干支 | 紀年     | 十月         | 十一月 | 十二月      | 正月        | 二月   | 三月   | 四月   | 五月   | 六月   | 七月   | 八月   | 九月   | 後九月 |
| ------- | ---- | -------- | ------------ | ------ | ----------- | ----------- | ------ | ------ | ------ | ------ | ------ | ------ | ------ | ------ | ------ |
| 前140年 | 辛丑 | 建元元年 | 甲子大       | 甲午小 | 癸亥大      | 癸巳小      | 壬戌大 | 壬辰小 | 辛酉大 | 辛卯小 | 庚申大 | 庚寅小 | 己未大 | 己丑大 | 己未小 |
| 前140年 | 辛丑 | 建元元年 | 141 BC 11/4  | 12/4   | 140 BC 1/2  | 2/1         | 3/2    | 4/1    | 4/30   | 5/30   | 6/28   | 7/28   | 8/26   | 9/25   | 10/25  |
| 前139年 | 壬寅 | 建元二年 | 戊子大       | 戊午小 | 丁亥大      | 丁巳小      | 丙戌大 | 丙辰小 | 乙酉大 | 乙卯小 | 甲申大 | 甲寅小 | 癸未大 | 癸丑小 |        |
| 前139年 | 壬寅 | 建元二年 | 140 BC 11/23 | 12/23  | 139 BC 1/21 | 2/20        | 3/21   | 4/20   | 5/19   | 6/18   | 7/17   | 8/16   | 9/14   | 10/14  |        |
| 前138年 | 癸卯 | 建元三年 | 壬午大       | 壬子小 | 辛巳大      | 辛亥大      | 辛巳小 | 庚戌大 | 庚辰小 | 己酉大 | 己卯小 | 戊申大 | 戊寅小 | 丁未大 |        |
| 前138年 | 癸卯 | 建元三年 | 139 BC 11/12 | 12/12  | 138 BC 1/10 | 2/9         | 3/11   | 4/9    | 5/9    | 6/7    | 7/7    | 8/5    | 9/4    | 10/3   |        |
| 前137年 | 甲辰 | 建元四年 | 丁丑小       | 丙午大 | 丙子小      | 乙巳大      | 乙亥小 | 甲辰大 | 甲戌大 | 甲辰小 | 癸酉大 | 癸卯小 | 壬申大 | 壬寅小 | 辛未大 |
| 前137年 | 甲辰 | 建元四年 | 138 BC 11/2  | 12/1   | 12/31       | 137 BC 1/29 | 2/28   | 3/28   | 4/27   | 5/27   | 6/25   | 7/25   | 8/23   | 9/22   | 10/21  |
| 前136年 | 乙巳 | 建元五年 | 辛丑小       | 庚午大 | 庚子小      | 己巳大      | 己亥小 | 戊辰大 | 戊戌小 | 丁卯大 | 丁酉小 | 丙寅大 | 丙申大 | 丙寅小 |        |
| 前136年 | 乙巳 | 建元五年 | 137 BC 11/20 | 12/19  | 136 BC 1/18 | 2/16        | 3/18   | 4/16   | 5/16   | 6/14   | 7/14   | 8/12   | 9/11   | 10/11  |        |
| 前135年 | 丙午 | 建元六年 | 乙未大       | 乙丑小 | 甲午大      | 甲子小      | 癸巳大 | 癸亥小 | 壬辰大 | 壬戌小 | 辛卯大 | 辛酉小 | 庚寅大 | 庚申小 |        |
| 前135年 | 丙午 | 建元六年 | 136 BC 11/9  | 12/9   | 135 BC 1/7  | 2/6         | 3/7    | 4/6    | 5/5    | 6/4    | 7/3    | 8/2    | 8/31   | 9/30   |        |

## 延伸阅读
[在维基数据编辑]
 《史記/卷020》，出自司馬遷《史記》